# Tribunal suprême de justice

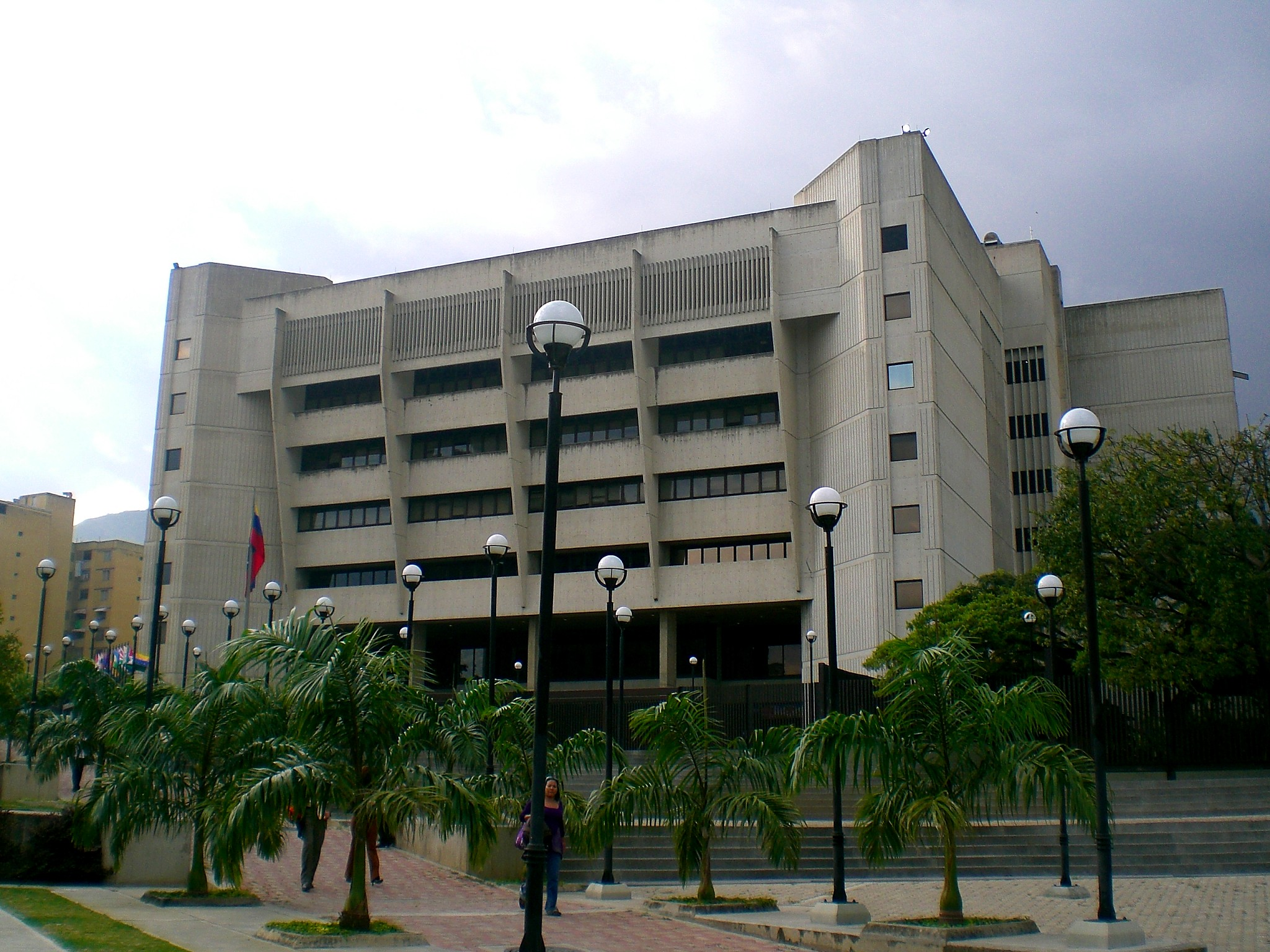
Le Tribunal suprême de justice à Caracas.

Le Tribunal suprême de justice (en espagnol : Tribunal Supremo de Justicia) est la plus haute instance judiciaire et est au sommet du pouvoir judiciaire au Venezuela. Il remplace, en 1999, la Cour suprême de justice. Il est actuellement présidé par Maikel Moreno.

## Histoire
Le Tribunal suprême de justice trouve ses antécédents dans la Cour suprême de justice, créée par la Constitution de 1811 et maintenue dans les Constitutions de 1819, 1821, 1830, 1864, 1904, 1909, 1914, 1922, 1925, 1928, 1929, 1931, 1936 et 1961. Cette continuité cache cependant des modifications importantes sur la durée des mandats, le nombre et le mode de sélection des magistrats, et sur la position de la Cour dans la structure d'un État centraliste ou fédéraliste. Sa dénomination change également, et, sous certaines constitutions, ses fonctions n'ont pas été concentrées dans une seule entité, mais réparties entre plusieurs Cours. 
Ainsi, les pouvoirs dévolus à la Cour suprême de justice sont répartis, jusqu'en 1961, entre la Cour fédérale et la Cour de cassation.
Le 29 mars 2017, la Cour suprême s'octroie le pouvoir législatif. Le président de l'Assemblée nationale, Julio Borges, dénonce alors un « coup d'État ». Le 31 mars, Luisa Ortega Díaz, à la tête du parquet national, conteste également la décision. Cela fait également l'objet d'un tollé auprès de la communauté internationale. Le 1er avril 2017, le Tribunal suprême de justice annule les deux décrets, tandis que l'opposition appelle à de nouvelles manifestations. Le 5 avril, le Parlement vote une résolution pour limoger les juges de la Cour suprême. Le 8 avril, des manifestants lancent des projectiles incendiaires contre le Tribunal et en endommagent une façade. Le 27 juin 2017, le policier Óscar Pérez vole un hélicoptère et lance quatre grenades sur le tribunal avant de s'enfuir ; l'attaque ne fait aucun blessé.
Le 6 janvier 2019, Christian Zerpa (es), juge du TSJ, qui avait validé en 2016 la confiscation du pouvoir législatif à l'Assemblée nationale, s'exile aux États-Unis pour ne pas valider la prestation de serment de Maduro pour un second mandat.

## Organisation
Le Tribunal suprême de justice est divisé en sept salles :
- la salle plénière
- la salle constitutionnelle
- la salle politico-administrative
- la salle électorale
- la salle de cassation civile
- la salle de cassation sociale
- la salle de cassation pénale

## Attributions
- La direction, le gouvernement et l'administration du pouvoir judiciaire. La surveillance des tribunaux de la République et des bureaux du défenseur du peuple (Defensoría del Pueblo.
- L'élaboration de son budget et de celui du pouvoir judiciaire.
- Se prononcer sur les justifications d'une mise en accusation du président de la République et le cas échéant, « connaître » les suites du procès, avec l'autorisation de l'Assemblée nationale. De même pour le vice-président de la République, les députés de l'Assemblée nationale, des membres du Tribunal lui-même, des ministres du gouvernement, du procureur général de la République, du Représentant national du Ministère public (el Fiscal General), du Représentant national de la Cour des comptes (el Contralor General), du défenseur du peuple, des gouverneurs des États fédérés, des officiers ou amirales des Forces armées, des diplomates de la République, dont les cas sont ensuite décidés par le ministère public.
- Décider en dernier ressort sur les litiges entre l'État fédéral et les États fédérés, les communes ou toute autre entité territoriale de la République.
- Déterminer l'interprétation du contenu et de la portée des textes légaux, dans les limites fixées par la Loi.
- Décider en dernière instance sur les litiges de juridiction entre les tribunaux.
- Décider sur les pourvois en cassation.

## Membres
Chaque salle est formée par 5 magistrats ou juges, sauf la salle constitutionnelle qui en compte 7. La salle plénière compte alors 32 magistrats. Ils sont élus par l'Assemblée nationale selon des critères spécifiques (être juriste, citoyen vénézuélien, etc.).

## Site officiel
- (es) Site officiel du Tribunal suprême de justice (en espagnol)